# Command & Conquer: Der Tiberiumkonflikt
Command & Conquer: Der Tiberiumkonflikt (retronym englisch Tiberian Dawn ‚Tiberianische Dämmerung‘) ist das erste Computerspiel der Command-&-Conquer-Reihe. Es erschien 1995 und trug wesentlich zur Etablierung des Echtzeitstrategiegenres bei. Der Tiberiumkonflikt war auch eines der ersten Spiele, das aufgrund der damals geradezu üppigen Video-Zwischensequenzen auf zwei CD-ROMs veröffentlicht wurde. 2020 wurde Command & Conquer zusammen mit seinem Nachfolger Command & Conquer: Alarmstufe Rot in der Command & Conquer Remastered Collection wiederveröffentlicht.

## Handlung

### Hintergrund
Die Hintergrundgeschichte spielt in einer Alternativweltgeschichte, in der ein mysteriöses, schnell wachsendes Mineral die Erde aus dem Weltraum erreicht. Nach seinem Fundort am Tiber (Italien) wird es als Tiberium bekannt, aber nach Kane wurde es schon vorher von ihm nach dem Sohn des römischen Kaisers Tiberius, Tiberius Drusus Julius Caesar, getauft und als erstes von der Nod-Bruderschaft entdeckt. Tiberium ist in der Lage, dem Boden wichtige Metalle zu entziehen und in Kristallform zu speichern. Allerdings endet der Aufenthalt in der Nähe von Tiberium sehr schnell tödlich, da es hochtoxisch für Lebewesen ist. Trotzdem sind alle Nationen am Tiberium-Abbau stark interessiert, da sich so die dem Boden entzogenen Mineralien einfach abbauen lassen.
Eine uralte Sekte, die Bruderschaft von Nod, um den charismatischen Anführer Kane, der sich auch als „Messias“ bezeichnet, hat mittels seiner Privatarmee einen Großteil der Tiberiumbestände an sich gebracht und versucht nun, durch Massenmedien-Propaganda, Terroranschläge und Militäraktionen die Weltherrschaft an sich zu reißen. Die GDI, eine multinationale Streitmacht der Vereinten Nationen, stellt sich Nod in den Weg.

### GDI-Kampagne
Wenn man sich für die GDI entscheidet, muss man Nod aus Europa vertreiben. Dabei beginnt man in den Baltischen Staaten (Estland, Lettland und Litauen), kämpft sich langsam durch Belarus, Ukraine, Polen, Slowakei, Tschechien, Österreich und macht weiter in Italien sowie Griechenland bis man Nod auf dem Balkan einkreist und es in Sarajevo in Bosnien zum Entscheidungskampf kommt.
Dabei kann an mehreren Stellen zwischen verschiedenen Einsatzgebieten gewählt werden, wobei sich die Einsatzziele leicht unterscheiden können. Auf den grundsätzlichen Verlauf des Feldzuges hat dies allerdings keinen Einfluss.

### Nod-Kampagne
Wenn man sich für die Nod-Kampagne entscheidet, kämpft man hingegen parallel dazu gegen die GDI in Afrika. Von dort aus beginnt man in Libyen und „befreit“ zunächst Ägypten und West-Afrika. Danach haben sich die Fronten klar herausgestellt und neutrale Staaten gibt es quasi nicht mehr. Nun versucht man von Norden aus Afrika einzunehmen, was schließlich gelingt, indem man die letzten beiden Stützpunkte der GDI in Südafrika zerstört. Als Krönung stiehlt man allerdings noch die Zugangscodes für die Ionenkanone und hat am Ende des Nod-Videos die Wahl, welches wichtige (westliche) Bauwerk man als „Zeichen der Unterdrückung der GDI“ zerstören möchte (Eiffelturm, Brandenburger Tor, Weißes Haus oder den Palace of Westminster).
Für Verwirrung sorgte, dass teilweise beide Enden als richtig bezeichnet wurden. Dabei scheint es, dass Kane bei der Zerstörung des Tempels in Sarajevo sterben würde. Später wird er Handlungsperson im nächsten Teil der Spielereihe. Die Ereignisse des Afrika-Feldzuges fanden vor den Ereignissen in Europa statt.

## Spielprinzip

### Allgemein
Der Spieler muss zu Beginn des Spieles entscheiden, ob er als Commander der GDI oder der Bruderschaft von Nod spielen möchte. Beide Kampagnen unterteilen sich in mehrere Missionen, in denen die gegnerischen Basen und Einheiten vernichtet werden müssen. Dabei gibt es Missionen sowohl mit als auch ohne Basisbau und dadurch begrenzten Truppenkontingenten. Missionen werden üblicherweise mit einer Videosequenz eingeleitet, in der durch den kommandierenden Offizier (GDI: General Shepherd/Nod: Seth bzw. Kane) die Ziele des Einsatzes umrissen werden.
Beide Armeen sind beim Basisbau und der Einheitenproduktion auf das Tiberium als Rohstoff angewiesen, das mithilfe sogenannter Sammler auf dem Spielfeld geerntet und in Tiberiumraffinerien in Geldeinheiten zur Finanzierung des Ausbaus umgewandelt wird. Die Tiberiumernte bildet damit das Rückgrat jeder Mission mit Basisbau. Die stark gepanzerten, aber unbewaffneten Tiberiumsammler sind aus diesem Grund ein beliebtes Angriffsziel, um die Produktionsketten des Gegners zu stören. Sie zu schützen ist dementsprechend eine der Hauptaufgaben des Spielers. Tiberium wird jedoch auch als gesundheitsschädlich beschrieben, weshalb Infanterieeinheiten in seiner Nähe beschädigt werden. Tiberiumfelder können somit Barrieren für die Spielereinheiten bilden, insbesondere in Missionen, in denen lediglich eine begrenzte Zahl an Infanterietruppen zur Verfügung steht.

### Waffen und Einheiten
Es gibt im Wesentlichen drei Waffengattungen: Infanterie (dt. Fassung: Androiden, Originalfassung: Menschen), Fahrzeuge/Panzer und Flugeinheiten. Marineeinheiten, wie der GDI-Raketenkreuzer oder Hovercraft-Truppentransporter, treten zwar in einigen Einzelspielermissionen in Erscheinung, werden jedoch vom Programm kontrolliert und können nicht vom Spieler gesteuert, beeinflusst oder hergestellt werden. Sie dienen lediglich als Unterstützungstruppen oder führen dem Spieler bspw. bei begrenzten Truppenkontingenten neue Einheiten zu. Lediglich die Zieleinrichtung des GDI-Kreuzers kann vom GDI-Spieler bedient werden, sodass er auf gewählte Ziele feuert.

#### GDI
Die GDI hat eine starke, aber teurere Armee, welche vor allem Raketen und Schusswaffen verwendet. Die stärksten GDI-Einheiten sind:
- Der Mammutpanzer, welcher der schwerste Kampfpanzer im Spiel ist. Er kann mit seinen Zwillingskanonen Gebäude in Sekunden zerstören und zusätzlich Flugzeuge mittels Raketen abschießen.
- Der Luftangriff, welcher nach Zerstörung aller Flugabwehrraketen-Stellungen kostenlos nach einer bestimmten Zeit verfügbar ist, und jeden Punkt auf der Karte mit Napalmbomben angreifen kann.
- Der Orca, ein schnelles hubschrauberähnliches Luftfahrzeug, das jedoch sehr anfällig ist für die feindlichen Flugabwehrraketen-Stellungen.

Als Superwaffe gibt es den Ionenwerfer, der sich im Erdorbit befindet und von dort jedes Ziel auf der Erdoberfläche präzise angreifen kann.
Die Taktik der GDI ist eher auf starke Frontalangriffe ausgelegt.

#### Bruderschaft von Nod
Die Bruderschaft hat eine schwächere, aber günstigere Armee, die eine große Vielfalt an teils exotischen Waffen (Raketen, Laser, Flammenwerfer, Schusswaffen) besitzt.
- Das Nod-Mod, ein Motorrad mit Raketenwerfer, die schnellste Einheit im Spiel
- Der Obelisk des Lichtes, ein Laser-Abwehrturm, der die meisten Einheiten mit einem Schuss zerstört, vorausgesetzt, er verfügt über genügend Strom.
- Der Mantel des Schweigens, ein unsichtbares, leicht gepanzertes Fahrzeug, das nur beim Feuern sichtbar wird.
- Die Fackel der Erleuchtung, ein Flammenwerferpanzer, der gegen Infanterie und Gebäude sehr effektiv ist.

Die Superwaffe ist die Atomrakete mit großer Sprengkraft.
Als Nod-Spieler muss man sich stärker um das Micromanagement (Kontrolle einzelner Einheiten) kümmern. Zudem sind aufgrund der schwachen Einheiten Hit-and-Run-Taktiken und Sabotageakte gefragt. Dem wird Rechnung getragen, indem viele Nod-Missionen ohne Baumöglichkeiten gemeistert werden müssen bzw. man sich diese erst „besorgen“ muss. Dahinter steht der Aspekt, dass Nod keine großen Geldgeber wie die GDI besitzt (UNO). Alle Nod-Fahrzeuge werden eingeflogen, während die der GDI an Ort und Stelle in einer Waffenfabrik produziert werden.

## Entwicklungsgeschichte

### Konzeptursprünge
Ursprünglich sollte Command & Conquer unter dem Arbeitstitel Command & Conquer: Fortress of Stone in einem Fantasyszenario spielen, jedoch wurde es hauptsächlich aufgrund der Ereignisse des Golfkrieges in ein Spiel der modernen Kriegsführung neu konzipiert. Command & Conquer wurde spielmechanisch signifikant durch Westwoods Vorgängertitel Dune II – Kampf um Arrakis beeinflusst. Mit Dune II hatte Westwood das grundlegende Spielprinzip der Echtzeit-Strategie festgelegt. Dazu hatten die Entwickler bereits dort viele Konzepte eingeführt, die später in C&C zum Einsatz kamen, beispielsweise das Konzept des Machtkampfs um eine Ressource. Als bedeutende Neuerung zu Dune II, in dem jede Einheit vom Spieler noch einzeln bewegt werden musste, führte Command & Conquer eine Mehrfachselektion zur schnellen Auswahl mehrerer Einheiten ein, denen somit nun Kollektivbefehle gegeben werden konnte.
Die Geschichte rund um die außerirdischen Kristalle ist an die Handlung des 50er-Jahre Films Das Geheimnis des steinernen Monsters angelehnt.

### Veröffentlichungen
Das Originalspiel wurde für MS-DOS veröffentlicht, das eine Bildschirmauflösung von 320×200 Pixeln verwendet. Im Frühjahr 1997 wurde eine verbesserte SVGA-Version für Windows 95 veröffentlicht. Eine Umsetzung für den Nintendo 64 mit 3D-Grafik erfolgte 1999, weiterhin erschienen auch Versionen für die PlayStation und Sega Saturn.
Die SVGA-Windowsversion wurde anlässlich des zwölften Geburtstags der Reihe im September 2007 vom Hersteller Electronic Arts zum kostenlosen Download freigegeben (Freeware).

## Rezeption

### Kritiken
Command & Conquer wurde bei Veröffentlichung in der Fachpresse sehr positiv aufgenommen. Die PC Games (Ausgabe 9/1995) vergab eine Spielspaßwertung von 90 % und zeichnete das Spiel mit dem PC Games Award aus. Die Meinungen der Redakteure zur Qualität des Spieles betonten unterschiedliche Aspekte: Petra Maueröder kommentierte, Command & Conquer biete gegenüber Dune II – Kampf um Arrakis „keine überwältigenden Innovationen, sondern vielmehr die vernünftigen Detailverbesserungen“. Außerdem zeichne sich das Spiel durch seine „erbarmungslosen Levels“ sowie durch die Videosequenzen und den Soundtrack aus; bemängelt wurde jedoch das Fehlen eines SVGA-Modus. Oliver Menne befand, dass es mit Command & Conquer gelungen sei, „die Spannung eines Actionspiels und die intellektuelle Herausforderung eines Strategiespiels unter einen Hut zu bringen.“
Die Power Play (Ausgabe 9/1995) bewertete das Spiel mit 88 % und vergab die Auszeichnung Prädikat: Besonders empfehlenswert. Frank Heukemes nannte dabei die Zwischensequenzen „spielspaßanhebend“ und befand, das Spiel erleichtere „mit seiner ansprechenden Grafik und der reduzierten Objektvielfalt den Zugang für Strategie-Einsteiger“, stellte jedoch ebenfalls fest, dass gegenüber Dune II ein „nur unwesentlich anderes Spiel“ vorläge und C&C „zu recht das Prädikat nach Hause [trage], das "Dune 2" schon seinerzeit verdient hätte.“ Sein Kollege Knut Gollert kommentierte hingegen, er habe sich „von einem würdigen "Dune 2"-Nachfolger etwas mehr versprochen.“ Insbesondere die Balance zwischen Strategie- und Action-Anteilen sei wenig gelungen, und man merke es dem Spiel an, „dass alles, aber wirklich auch alles auf "Dune 2" aufbaut“.
In der PC Player wurde Command & Conquer mit 91 % besser bewertet als das Konkurrenzprodukt Warcraft: Orcs & Humans und als Titelthema der Ausgabe 8/1995 präsentiert. Redakteur Jörg Langer schrieb, er habe „selten vergleichbar spannende Einsätze erlebt“, was auch dem Verhalten der Computergegner geschuldet sei. Heinrich Lenhardt lobte das Spiel für seine „gestylte Präsentation, vorbildliche Steuerung und […] packende Atmosphäre“ und nannte es einen „geniale[n] Kompromiß zwischen Anspruch und Zugänglichkeit“.
Die 1997 veröffentlichte Windows-Version von Command & Conquer wurde ebenfalls durchwegs positiv beurteilt. In der PC Player (Ausgabe 5/1997) vergab Jörg Langer eine Wertung von 5/5 Sternen und schrieb, das Spiel habe kaum etwas von seinem Reiz verloren. Außerdem sei es durch die SVGA-Auflösung noch übersichtlicher und bedienungsfreundlicher geworden, biete darüber hinaus jedoch keine nennenswerten Vorteile. In der PC Games (Ausgabe 5/1997) wurde die Neuauflage mit 88 % bewertet. Petra Maueröder kommentierte dazu lakonisch, man könne sämtliche zur ursprünglichen Veröffentlichung getätigten Aussagen unverändert übernehmen. Eingeschränkt wurde dies jedoch dahin gehend, dass das Spiel „in Sachen KI […] nach wie vor erhebliche Defizite [habe], die aber durch Atmosphäre und raffiniertes Missions-Design geschickt kaschiert werden.“
Auf der PlayStation wurde das Spiel trotz fehlender Speicherfunktion als das beste Strategiespiel der Konsole bezeichnet. Der Nintendo 64 Port zeige Alterserscheinungen. Die Vielfalt an Kommandos für die Einheiten käme nicht an neuere Titel wie Warzone 2100 heran.

### Auszeichnungen
- Bestes Spiel des Jahres 1995[21]

## Zensur
In der deutschen Version wurden aus Jugendschutzgründen alle menschlichen Kampfeinheiten – bis auf die Offiziere in den Kampagnen-Videos – zu Androiden umdeklariert (fälschlicherweise im Spiel als Cyborgs betitelt) und einige Videosequenzen abgeändert. Der Spielablauf wurde dadurch kaum beeinträchtigt, allerdings war die Handlung des Spiels danach in Deutschland stark verändert. Der Tiberiumkonflikt ist ein auf Realismus in Kombination mit High-Tech-Ausrüstung basiertes Spiel, dieser Effekt wurde durch die Androiden aufgehoben. Rotes Blut wurde in schwarzes Öl abgeändert, anstatt der Todesschreie der Infanteristen hört man kleine Explosionen oder, beim Überfahren durch Panzer, das Geräusch von zerquetschendem Metall.
1996 beantragte das Sozialministerium Baden-Württemberg erfolgreich die Indizierung von „Command & Conquer: Der Tiberiumkonflikt“. Nachdem der Rechteinhaber Virgin Interactive mit Klage gedroht hatte, da wichtige Erkenntnisse aus der Wirkungsforschung im Bereich Computerspiele nicht berücksichtigt wurden, musste erneut über das Spiel entschieden werden. Eine Indizierung von „Command & Conquer: Der Tiberiumkonflikt“ wurde am 13. Februar 1997 durch die Bundesprüfstelle für jugendgefährdende Schriften endgültig abgelehnt.

## Erweiterung
Die Erweiterung Der Ausnahmezustand (engl.: The Covert Operation), die im April 1996 veröffentlicht wurde, erweitert das Hauptspiel um fünfzehn Einzelspielermissionen, zehn neuen Mehrspieler-Karten und sieben Musikstücke. Alle Missionen sind unabhängig voneinander frei spielbar und müssen nicht erst freigeschaltet werden.
Zusätzlich wurde durch die Erweiterung auch eine versteckte Mini-Kampagne hinzugefügt, in der man Dinosaurier bekämpfen muss.

### Rezeption
Der Entwicklungsaufwand halte sich in Grenzen. Neue Zwischensequenzen wurden nicht erstellt. Stattdessen werden Briefings in Textform präsentiert. Der Schwierigkeitsgrad sei sehr hoch angesetzt und fordere auch Profis. Das Balancing wurde angegangen, indem der Nod Geschützturm jetzt deutlich teurer sei. Für die GDI-Fraktion fehle jedoch weiterhin eine mobile Flugabwehr. Zwar wurden kleinere Fehler behoben, kritische Probleme wie die Wegfindung der Ernter oder das direkt benachbarte Starten von Kontrahenten im Mehrspieler wurden jedoch nicht angegangen. Das Fehlen einer zusammenhängenden Handlung oder neuer Einheiten sorge dafür, dass die Erweiterung nicht so stark motiviere wie das Originalspiel.

## Open Source
OpenRA ist eine freie Reimplementierung der Spiel-Engine. Diese erlaubt die Portierungen des Spiels auch auf anderen Plattformen wie macOS oder Linux, als auch das Spiel um einen modernen Mehrspieler-Modus über das Internet zu ergänzen und die Spielmechanik auszubalancieren.
2020 wurden Auszüge das Original-Quelltextes im Zuge des Remasters unter der GNU GPL auf GitHub veröffentlicht. 2025 wurde der vollständige Quelltext unter der GNU General Public License Version 3 veröffentlicht.